# Victor Lemoine

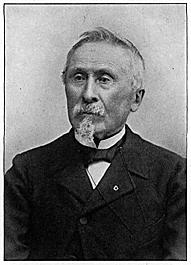
Victor Lemoine

Pierre Louis Victor Lemoine (* 21. Oktober 1823 in Delme, Lothringen; † 11. Dezember 1911 in Nancy) war ein französischer Pflanzenzüchter. Viele seiner Züchtungen, insbesondere die Flieder- und Pfingstrosen-Sorten sind auch heute noch sehr verbreitet.

## Leben
Lemoine stammte aus einer Familie, die seit mehreren Generationen Gärtner und Pflanzenzüchter hervorgebracht hatte. Nach seinem Schulabschluss arbeitete er mehrere Jahre in verschiedenen führenden europäischen Betrieben für Gärtnerei und Pflanzenzucht, darunter auch in dem von Louis van Houtte in Gent in Belgien.
1849 gründete er seine eigenen Gärtnerei in Nancy.
Victor Lemoine und seine Frau Marie hatten einen Sohn Émile Lemoine (1862 bis 1942) und einen Enkel Henri Lemoine (1897 bis 1982), die die Gärtnerei weiterführten. Erst 1955 wurde sie geschlossen.
1894 wurde Victor Lemoine als erstem Franzosen die Veitch Memorial Medal der britischen Royal Horticultural Society verliehen. In Frankreich hatte er solche Berühmtheit erlangt, dass die Société Nationale d’Horticulture de France nach seinem Tod Gelder sammelte, um ihm ein Denkmal in Nancy zu errichten.

## Werk
Zu seinen wichtigsten Werken gehört die Produktion von neuen Flieder-Sorten (Syringa) und die von Émile Lemoine und Henri Lemoine weitergeführt wurde. Bei dem nach ihm benannte Edelflieder „Victor Lemoine“ handelt es sich um Syringa vulgaris.